# Шкрумеляк Юрій Андрійович
Ю́рій Андрі́йович Шкрумеля́к (18 квітня 1895, м. Ланчин, нині смт Надвірнянського району Івано-Франківської області — 16 жовтня 1965, Коломия) — український журналіст, поет, перекладач і дитячий письменник, січовий стрілець, автор творів про визвольну боротьбу УСС-УГА.

Псевдоніми: Іван Сорокатий, Юра Ігорків, Ю. Підгірський, Смик, Гнотик, Олекса Залужний, Максим Цимбала.

## Біографія
Народився в селянській сім'ї.
Навчався в сільській школі в 1901—1907 роках, у 1907—1914 — у Коломийській гімназії[якій?], 1922—1924 — у Львівському університеті і на філософському факультеті Празького університету. Знав кілька європейських мов. Згодом вільно перекладав з німецької, англійської, чеської, російської та польської мов.
Під час Першої світової війни воював у складі Українських Січових Стрільців, був підхорунжим. Належав до найвідоміших поетів-усусів. Зокрема, після кривавих боїв на Маківці Михайло Гайворонський на слова Юрка Шкрумеляка написав пісню «Питається вітер смерті». «Стрілець і пісня, — зауважував Шкрумеляк, — то брат і сестра, то любчик і любка; в одинокій пісні знаходить стрілець розраду та хвилеве забуття».
Учасник визвольної війни. Працював із Миколою Євшаном у архівах Начальної Команди УГА.
1920—1930 — співробітник і редактор часописів «Дзвіночок» і «Світ дитини», до співпраці з якими запрошував відому дитячу поетесу Марійку Підгірянку.
1928—1939 — співробітник видавничого концерну Івана Тиктора, головний редактор і фейлетоніст (псевдонім Іван Сорокатий) газети «Народна справа» та журналу для дітей «Дзвіночок».
1945 р. був засуджений на 10 років ув'язнення в радянському концтаборі. Покарання відбував у Печорських таборах. Після повернення з ув'язнення (1956 р.) реабілітований.
Помер 16 жовтня 1965 у місті Коломия (довідник «Письменники Радянської України» (1970) вказує, що помер 20 листопада 1965 р. у Львові), похований у Львові на Личаківському кладовищі.

### Творчість
Юрій Шкрумеляк увійшов у літературу першим друкованим віршем на патріотичну тематику «За рядами ряди» (Відень, 1915).
Автор понад 30 книг для дітей (найвідоміші «Юрза-Мурза» (1921), «Записки Івася Крілика», «Стрілець Невмираха», «Мова віків» та (під псевдонімом Юра Ігорків) «Історії України для дітей» у чотирьох частинах.
Численні переклади зі світової класики, пристосовані для малого читача («Казки з 1001 ночі», «Алядин і чарівна лямпа», «Історія про малого Мука», «Пригоди мореплавця Сіндбада» та ін.).
Друкувався у виданнях «Червоної Калини», зокрема в календарях-альманахах — вірші, оповідання та белетризовані спомини.
Автор поем «Кузня в Нагуєвичах» (1958), «Довбушева слава» (1961).
Окремо вийшли:
- Поема «Сон Галича» (Станиславів, 1920).
- Лірико-публіцистична проза «Поїзд мерців» (Львів, 1922).
- «Авелева жертва» (1926).
- Пригодницька повість «Чета крилатих» (1928, перевидано 1954 у США).
- Повість «Вогні з полонин» (1930).
- П'єса «Стрілець Невмирущий» (1938).
- Повість «Високі гори і низини» (1939).
- Збірка поезій «Пісня про радісну осінь» (Київ, 1940).
- Збірка поезій «Сопілка співає» (Львів, 1957).
- Вибрані твори «Привіт Говерлі» (Київ, 1964).

## Твори
- Юра Шкрумеляк. Слово української дитини [Архівовано 7 грудня 2006 у Wayback Machine.].
- Шкрумеляк Ю. Пісня про радісну осінь: поезії / Юра Шкрумеляк. — Київ: Рад. письменник, 1940. — 91, 2 с. [Архівовано 22 жовтня 2020 у Wayback Machine.]
- Шкрумеляк Ю. Чета крилатих: дивні пригоди з воєн. часів: повість / Юра Шкрумеляк. — Львів: Кооператив. накладня «Червоної калини», 1929. — 261, 1 с. [Архівовано 23 січня 2021 у Wayback Machine.]